# Wysoka Kamieńska
Wysoka Kamieńska [vɨˈsɔka kaˈmjɛɲska] (deutsch: Wietstock) ist ein Dorf in der Gmina Golczewo, innerhalb des Powiats Kamień, Woiwodschaft Westpommern, im Nordwesten Polens. Das Dorf hat 672 Einwohner.

## Lage
Das Dorf liegt etwa 10 km westlich von Golczewo (Gülzow), 18 km südlich von Kamień Pomorski (Cammin i. Pom.) und 48 km nördlich von Stettin.

## Geschichte
Vor 1945 gehörte das Gebiet zu Deutschland. Zur Geschichte der Region siehe Geschichte Pommerns.

## Söhne und Töchter des Ortes
- Georg Friedrich Henning (1863–1945), deutscher Chemiker, Pharmazeut und Unternehmer